# Rielves (kommunhuvudort)
Rielves är en kommunhuvudort i Spanien. Den ligger i provinsen Toledo och regionen Kastilien-La Mancha, i den centrala delen av landet, 70 km sydväst om huvudstaden Madrid. Rielves ligger 498 meter över havet och antalet invånare är 586.
Terrängen runt Rielves är platt. Runt Rielves är det ganska tätbefolkat, med 65 invånare per kvadratkilometer. Närmaste större samhälle är Toledo, 18,5 km sydost om Rielves. Trakten runt Rielves består till största delen av jordbruksmark.